# Iacovache Constantinescu
Iacovache Constantinescu (n. 1827, Câmpulung, Muscel, România – d. 25 ianuarie 1916) a fost un pictor român care și-a început cariera ca zugrav de biserici, fiind influențat de Gheorghe Tattarescu. A zugrăvit bisericile din Suslănești, Mărăcineni și Berevoești. 
A făcut parte din prima generație de studenți ai Academiei de Arte Frumoase de la București, fiind coleg cu Petru Verussi și Mihai Dan. Aici a realizat portrete în stilul deja uzitat de Mișu Popp, Constantin Lecca și Gheorghe Tattarescu.
Iacovache Constantinescu a participat la manifestările Expoziției artiștilor în viață primind la Expoziția artiștilor în viață din anul 1870 Medalia clasa a III-a împreună cu Sava Henția și Mihai Dan. Legat de aceste evenimentele artistice, Iacovache apare amintit în majoritatea analizelor care privesc pictura românească din secolul al XIX-lea. În ultima perioadă a vieții sale a pictat cu preponderență portrete la comandă, portrete care nu aveau o altă pretenție decât asemănarea cu modelul.

## Biografie

### Primii pași
Iacovache Constantinescu s-a născut în anul 1827, după alții în 1830, în familia negustorului Constantin Fota și Bălașa. Fota a trăit mult timp la Constantinopol după care s-a stabilit la Câmpulung. Iacovache a urmat Școala primară nr. 1 din localitatea natală, școală pe care a absolvit-o în anul 1840. A urmat apoi Școala de zugrăvie înființată de preotul Badea de la Biserica Marina. Școala era localizată pe Ulița Văii din Câmpulung. Lui Iacovache i-a displăcut numele de Fota, cuvânt care în limba turcă semnifica o piesă din portul tradițional femeiesc, dar și un șorț pe care-l purtau cârciumarii. Numele de Fota a fost schimbat în Constantin, după numele tatălui, și a adăugat particula escu. Nu i-a plăcut nici numele de Iacovache, nume pe care-l considera vetust, și l-a schimbat cu timpul în Iacob.
Artistul a fost inițiat în pictura religioasă de către călugărul Antim Ghermano, cel care a pictat biserica Mănăstirii Negru Vodă în anul 1827, ca și multe altele dincolo de Olt. Sub influența acestuia, Iacovache a zugrăvit bisericile din Suslănești, Mărăcineni și Berevoești din Muscel. Din pictura religioasă a lui Constantinescu nu a mai rămas istoriei nimic din cauza repictărilor succesive. El a fost influențat de Gheorghe Tattarescu, primul contact pe care l-a avut cu acesta fiind în anul 1862, pe vremea când Tattarescu executa pictura murală a bisericii ctitorite de egumenul Teofan în anul 1718, biserică ce se afla în partea estică a incintei Mănăstirii Negru Vodă.
În anul 1872 s-a mutat la Botoșani și în anul 1874, la sfatul soției sale Eufrosina Mironescu, originară din Hârlău, s-a angajat la Școala comercială și normală din Galați ca profesor de caligrafie și desen. O dată cu ieșirea la pensie, Iacovache Constantinescu s-a stabilit definitiv la Câmpulung. În ultima perioadă a vieții sale a pictat cu preponderență portrete la comandă, portrete care nu aveau o altă pretenție decât asemănarea cu modelul. Astfel, l-a portretizat pe Nicolae Jugureanu, pe arhimandritul Dionisie Aninosanu și pe boierii locali Zinca și Ghiță Davidescu. Cele mai bune portrete ale sale sunt cel al lui Nicolae Ștefănescu, logofăt al Câmpulungului, cel al pitarului Iancu Rudeanu și autoportretul său la vârsta de 75 de ani.

### Studii
La vârsta de 37 de ani, Iacovache Constantinescu s-a înscris la Academia de Arte Frumoase de la București în anul 1864, în prima promoție a acesteia. El a fost coleg cu încă treizeci de viitori artiști printre care se aflau și Petru Verussi și Mihai Dan. Aici a realizat portrete în stilul deja uzitat de Mișu Popp, Constantin Lecca și Gheorghe Tattarescu.

### Activitate expozițională

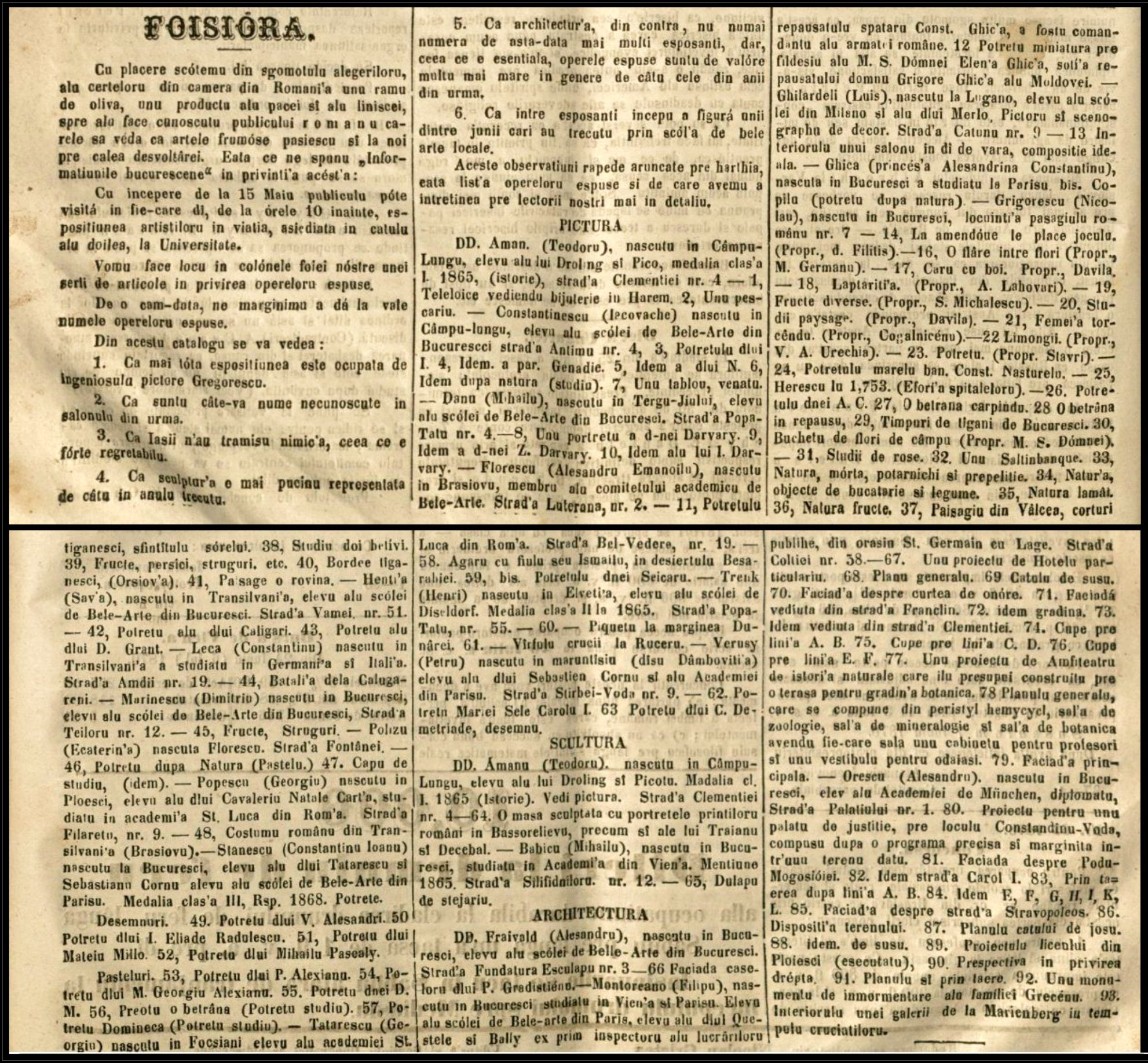
Anunţul expoziţiei din anul 1870 cu lucrările care s-au expus - Telegraful român din 25 iunie 1870

A participat la o serie de manifestări expoziționale ale Expoziției artiștilor în viață, debutul avându-l la expoziția din anul 1868. A continuat cu cea din anul 1870 unde a expus patru portrete: Portretul domnului I., Portretul părintelui Ghenadie, Portretul domnului N., Portret dupa natură - studiu" și un tablou intitulat Vânat, natură moartă imaginând niște rațe sălbaticea. Atunci a primit Medalia clasa a III-a pentru Portretul parintelui Ghenadie. În anul 1872 a participat la a patra manifestare cu un singur tablou intitulat O găină. La Expoziția artiștilor în viață din anul 1873 a expus un peisaj numit O vedere la Flămânda. A continuat cu prezența sa la Expoziția artiștilor în viață din anul 1874 cu picturile intitulate Mere și Un evreu din Moldova și mai apoi, la cea din anul 1881, cu tablourile Portretul d-lui X, Struguri, Smochine verzi și Țigan cu pipă.
Expoziția la care a expus cel mai mare număr de tablouri a fost Expoziția artiștilor în viață din anul 1894 de la Ateneul Român cu Bătrân din Dobrogea, Cap, Cireșe, Mere, Mere de munte, Pepeni și fructe, Soldat din Dobrogea, Struguri, Țigancă ghicind cu cărțile. La Expoziția artiștilor în viață din anul 1895 a expus picturile Interior de bucătărie, Struguri și mere și Tutti frutti, iar la Expoziția artiștilor în viață din anul 1899 a fost prezent doar cu o lucrare - Farfurie de struguri.
Activitatea sa expozițională a fost comentată în cronicile plastice din ziarele și periodicele timpului. A avut comentatori ca Alexandru Lăzărescu, cel care se ascundea sub pseudonimul Laerțiu, pe Iacob Negruzzi, V.A. Urechia și Svva Șoimescu. Ținând cont că a participat la un mare număr de Expoziții al artiștilor în viață, Iacovache Constantinescu a apărut în majoritatea analizelor artei și picturii din România secolului al XIX-lea. Ca urmare, a fost amintit și de către mari exegeți ai criticii și istoriei artelor, așa cum au fost George Oprescu, Ion Frunzetti, Vasile Florea, Barbu Brezianu, Vasile Varga, Adrian-Silvan Ionescu și mulți alții.